# Leo Chambers
Leo Alexander Chambers (Brixton, 5 augustus 1995) is een Engels voetballer die bij voorkeur als centrale verdediger speelt. Hij stroomde in 2012 door vanuit de jeugd van West Ham United.

## Clubcarrière
Chambers werd op zijn zesde opgenomen in de jeugdopleiding van West Ham United. In augustus 2012 tekende hij er zijn eerste profcontract. Op 20 september 2012 zat hij voor het eerst op de bank in een wedstrijd in de Premier League tegen Southampton. Hij debuteerde voor West Ham United op 27 augustus 2013, in de League Cup, tegen Cheltenham Town.

## Interlandcarrière
Chambers kwam uit voor diverse Engelse nationale jeugdelftallen. Op 5 september 2013 debuteerde hij voor Engeland -19 met een doelpunt tegen Estland -19.
1 Fabiański ·
3 Cresswell ·
4 Soler ·
5 Coufal ·
7 Summerville ·
8 Ward-Prowse ·
9 Antonio ·
10 Paquetá ·
11 Füllkrug ·
14 Kudus ·
15 Mavropanos ·
17 Guilherme ·
18 Ings ·
19 Álvarez ·
20 Bowen  ·
21 Foderingham ·
23 Aréola ·
24 Rodríguez ·
25 Todibo ·
26 Kilman ·
28 Souček ·
29 Wan-Bissaka ·
33 Palmieri ·
34 Ferguson ·
39 Irving ·
57 Scarles ·
Coach: Potter
· Assistent-coach: Saltor